# Tom Gramenz

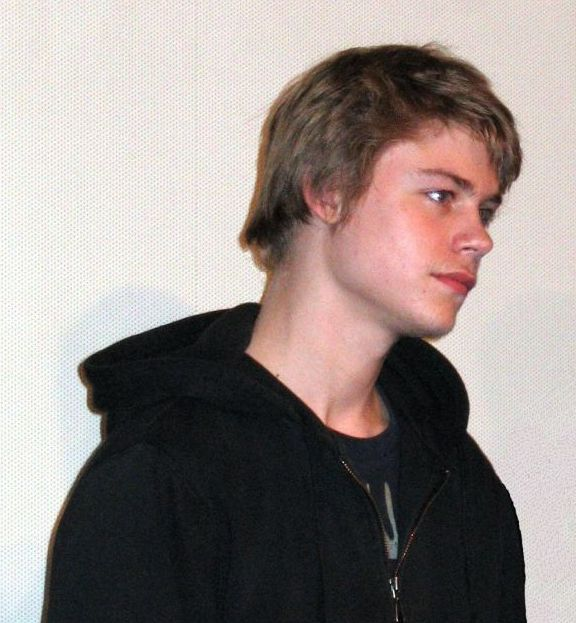
Tom Gramenz 2011 auf dem Filmfestival Max Ophüls Preis in Saarbrücken

Tom Gramenz (* 6. Mai 1991 in Wiesbaden) ist ein deutscher Schauspieler.

## Leben
Bekannt ist Tom Gramenz unter anderem durch sein Mitwirken im ZDF-Spielfilm Der Fall Jakob von Metzler, durch mehrere Auftritte in der ZDF-Serie SOKO Köln, sowie durch seine Rolle in der Mystery-Fernsehserie Armans Geheimnis. Außerdem wirkte er bei diversen anderen TV- und Kurzfilm-Produktionen als Neben- und Hauptdarsteller mit. Der Kurzfilm Prora, in dem Tom Gramenz 2012 die Hauptrolle spielte, wurde mit mehreren Preisen ausgezeichnet (unter anderem: New York City Short Film Festival 2012: Bester LGBT-Film). 2018 ist Tom Gramenz in einer Hauptrolle im Film Das schweigende Klassenzimmer zu sehen.
Tom Gramenz besuchte von 2014 bis 2018 die Hochschule für Schauspielkunst Ernst Busch in Berlin. Von 2018 bis 2021 war Gramenz festes Ensemblemitglied am Badischen Staatstheater Karlsruhe. Dort spielte er in Nora, Hedda und ihre Schwestern die Doppelrolle Dr. Rank / Lyngstrand und die Titelrolle in How to Date a Feminist.

## Filmografie

### Film/TV
- 2006: Fluke
- 2007: Teutschmann
- 2008: 112 – Sie retten dein Leben (Folge 85)
- 2009, 2010: Das Haus Anubis (Folgen 53–56, 110–112)
- 2010: Countdown – Die Jagd beginnt – Blutsbande (Folge 1.07)
- 2011: Beach Boy (Kurzfilm)
- 2012: Kommissar Stolberg – Krieger (Folge 10.01)
- 2012: Der Staatsanwalt – Mord am Rhein (Folge 7.02)
- 2012–2015: SOKO Köln (Folgen 8.14, 9.01+17, 10.06, 11.23)
- 2012: Klappe Cowboy!
- 2012: Prora (Kurzfilm)
- 2012: Geliebtes Kind
- 2012: Am Himmel der Tag
- 2012: Der Fall Jakob von Metzler
- 2012: Fuenfsechstel (Kurzfilm)
- 2013: Terra X – Deutschland – Wie wir leben
- 2013: Mord in den Dünen
- 2014: ZDFzeit – Mit Jubel in die Hölle
- 2014: Helen Dorn – Unter Kontrolle (Fernsehreihe)
- 2014: Der Ausflug
- 2014: Herzensbrecher – Vater von vier Söhnen (Folgen 2.09+12)
- 2015–2017: Armans Geheimnis (Folgen 1–23)
- 2015: Die Kuhflüsterin (Folge 1)
- 2016: Mein Bruder heißt Robert und ist ein Idiot
- 2017: Tatort – Level X (Folge 1024)
- 2017: Spreewaldkrimi – Zwischen Tod und Leben (Fernsehreihe)
- 2018: Das schweigende Klassenzimmer
- 2018: Marie Brand und das Verhängnis der Liebe
- 2019: Im Niemandsland (Kinofilm)
- 2023: Eine Billion Dollar (Fernsehserie)
- 2024: Ein starkes Team – Verzockt
- 2025: Dünentod – Tödliche Geheimnisse

### Theater
- 2005: Wir werden immer größer (Helene-Lange-Schule Wiesbaden)
- 2006: First Life (Helene-Lange-Schule Wiesbaden)
- 2007: Sommer vorm Balkon (Staatstheater Wiesbaden)
- 2011: Helden! (Junge Bühne Mainz)
- 2011: Drachengasse 13 – Vol. 1 (Junge Bühne Mainz)
- 2012: Frühlings Erwachen (Junge Bühne Mainz)
- 2013: Drachengasse 13 – Vol. 2 (Junge Bühne Mainz)
- 2018: Nora, Hedda und ihre Schwestern (Badisches Staatstheater Karlsruhe)
- 2018: How to Date a Feminist (Badisches Staatstheater Karlsruhe)

### Sprecher
- 2011: Drachengasse 13 (Lesung, Philip Barth)
- 2013: Drachengasse 13 – Vol. 2 (Lesung, Philip Barth)
- 2016: Der Fall Hans Litten (HfS Ernst Busch)